# Большие Паймары
Большие Паймары — река в России, протекает в Красновишерском районе Пермского края. Устье реки находится в 28 км по левому берегу реки Кутим. Длина реки составляет 11 км.
Берёт начало примерно в 800 м от границы со Свердловской областью на западных склонах северной оконечности хребта Казанский Камень (Северный Урал). По хребту проходит граница Европы и Азии, а также водораздел Волги и Оби. Течёт на север, всё течение проходит по ненаселённой местности, среди гор и холмов покрытых тайгой. Горная река с быстрым течением и каменистым дном.

## Данные водного реестра
По данным государственного водного реестра России, относится к Камскому бассейновому округу, водохозяйственный участок реки — Кама от водомерного поста у села Бондюг до города Березники, речной подбассейн реки — бассейны притоков Камы до впадения Белой. Речной бассейн реки — Кама.
По данным геоинформационной системы водохозяйственного районирования территории РФ, подготовленной Федеральным агентством водных ресурсов:
- Код водного объекта в государственном водном реестре — 10010100212111100004518
- Код по гидрологической изученности (ГИ) — 111100451
- Код бассейна — 10.01.01.002
- Номер тома по ГИ — 11
- Выпуск по ГИ — 1